# Glacier des Oulettes de Gaube
Le glacier des Oulettes de Gaube est un glacier des Pyrénées situé dans le massif du Vignemale, dans le département des Hautes-Pyrénées en région Occitanie.
C'est le glacier le plus bas des Pyrénées avec un front à 2 285 mètres d'altitude.

## Toponymie
Oulettes signifie « petites marmites ». Ce toponyme décrit la géographie du glacier qui est situé dans une petite cuvette au pied du Vignemale.
Gaube signifie « lac » en occitan[réf. souhaitée].

## Géographie
Le glacier se développe dans la face nord du Vignemale, au pied du couloir de Gaube. Ses eaux de fonte alimentent le gave de Gaube.
Le glacier est situé à une altitude moyenne de 2 400 mètres. Le front glaciaire est situé à 2 280 mètres d'altitude, ce qui en fait le plus bas des Pyrénées. La présence d'un glacier à une altitude aussi basse dans les Pyrénées est le résultat du concours de plusieurs paramètres : il est exposé plein nord au pied d'une muraille de 800 mètres de haut formée par le Vignemale. De cette manière, le glacier est à la fois très bien protégé du rayonnement solaire et reçoit de nombreuses avalanches. De plus, le glacier bénéficie de précipitations abondantes grâce justement à cette barrière formée par le Vignemale.
Le glacier des Oulettes de Gaube possède aussi les crevasses les plus impressionnantes des Pyrénées. Certaines dépassent les 30 mètres de profondeur pour autant de large. Ce fort crevassement témoigne d'une importante dynamique glaciaire. L'association Moraine y a mesuré des vitesses de déplacement de 50 à 70 mètres/an, ce qui en fait aussi le glacier le plus rapide de la chaîne.

## Histoire
À la sortie du petit âge glaciaire vers 1850, le glacier du Petit-Vignemale rejoignait le glacier des Oulettes de Gaube. On nommait alors cet unique appareil « glacier Nord du Vignemale ». Ce dernier s'étendait sur superficie de 0,60 km2 et possédait le front le plus bas des Pyrénées à 2 190 mètres.
Les deux glaciers se sont individualisés progressivement ensuite, leur rupture définitive intervenant au début des années 1930.
Le recul du glacier des Oulettes de Gaube n'a pas été linéaire, comme l'attestent ses moraines : il a connu de légères réavancées dans les années 1890, 1920, 1945, 1990 et 1997. À la sortie de la dernière petite réavancée en 1985, le glacier s'étendait sur 0,18 km2. Sa fonte a été très soutenue par la suite : 0,13 km2 en 2012, puis 0,09 km2 en 2020.
Depuis 2007, un gradin rocheux a commencé à apparaître en aval de la partie crevassée, et tend depuis à séparer le glacier en deux. La partie inférieure est désormais couverte d'un manteau de cailloux masquant la glace. La partie supérieure est morcelée. Le réchauffement climatique provoque la fonte du glacier. Les températures ont augmenté de 1,7 °C en moyenne dans les Pyrénées depuis 1880, une hausse plus rapide qu'à l'échelle planétaire. La disparition du glacier est inéluctable d'ici quelques années.